# Mignon Talbot
Mignon Talbot (Iowa City, 16 de agosto de 1869 - 18 de julho de 1950) foi uma paleontóloga norte-americana conhecida pela descoberta do Podokesaurus holyokensis, em 1911, único espécime descoberto, encontrando perto do Mount Holyoke College, em 1910, com um artigo descrevendo-o publicado em 1911.
Mignon foi a primeira mulher a se tornar membro da Paleontological Society.. 
Doutora pela Universidade Yale, em 1904, ingressou no Mount Holyoke College em seguida para dar aulas. No estado de Nova York contribuiu para o estudo de crinoides do Devoniano Inferior e estudou a fauna do granito Stafford.

## Biografia
Mignon nasceu na cidade de Iowa, em 1869 em uma família de classe média alta. Sua avó por parte de pai era médica e o avô foi superintendente de uma escola especial para surdos, o que deu a Mignon a oportunidade de concluir o ensino médio e buscar carreira acadêmica. Eram três irmãos na casa da família Talbot e uma de suas irmãs foi professora de filosofia na mesma universidade de Mignon, Dra. Ellen Bliss Talbot (1867-1968). Seu irmão era Herbert S. Talbot.
Mignon foi professora emérita de Geologia e Geografia no Mount Holyoke College, de 1904 a 1935. Em seus 31 anos em Mount Holyoke, ela criou uma grande coleção de fósseis de invertebrados e icnofósseis do Triássico, além de vários minerais importantes, tendo porém publicado muito pouco. No entanto, o museu pegou fogo em 1916, destruindo toda a coleção, inclusive o único espécime do Podokesaurus.
Mignon se aposentou em 1935, porém continuou apaixonada por sua profissão.

## OPodokesaurus
A descoberta do Podokesaurus holyokensis, publicada no American Journal of Science, Vol. XXXI, junho de 1911 de acordo com uma entrevista dada por Mignon, foi puro acidente, após observar uma colina perto de onde passeava com sua irmã, Ellen. O afloramento mostrava algumas conchas, seixos rolados e ritmitos, sinais de passagem de uma geleira pela região.
Na base da colina, em uma camada de arenito, Mignon identificou as costelas de um vertebrado. Depois de convencer os chefes de departamento do Mount Holyoke, ela conseguiu levar uma equipe de estudantes para escavar o afloramento e assim remover o fóssil da matriz rochosa. Na ocasião ele estava parcialmente completo, faltando apenas a cabeça, no entanto a equipe reconheceu que tinha em mãos um espécime bastante valioso.

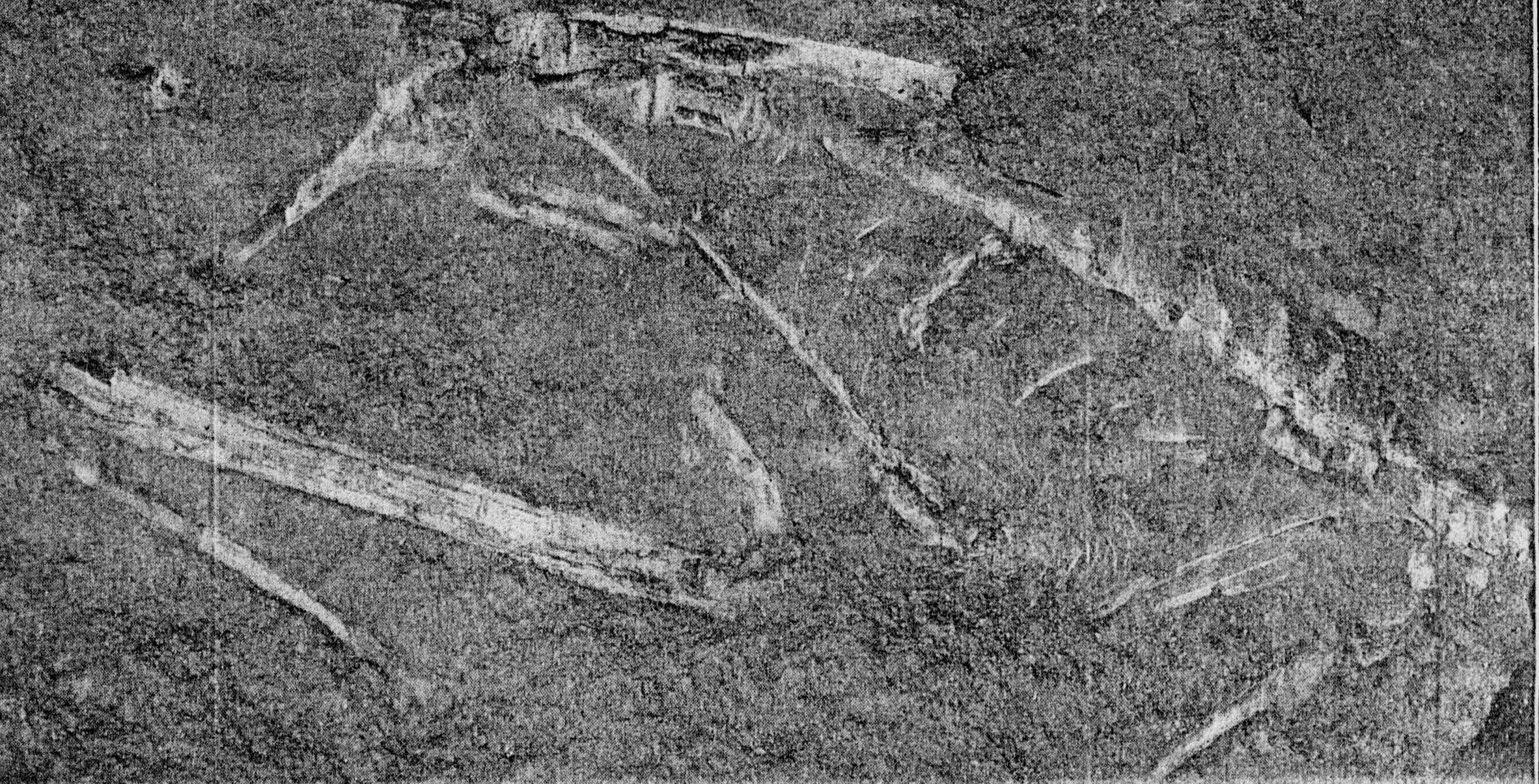
Holótipo do Podokesaurus holyokensis

Inicialmente, ele foi classificado como um herbívoro, mas hoje os estudos indicam que ele era carnívoro e viveu no Jurássico Inferior, entre os períodos Pliensbachiano e Toarciano. É um dos primeiros dinossauros conhecidos a habitar o leste dos Estados Unidos.